# Železniška postaja Šmartno ob Paki
Železniška postaja Šmartno ob Paki je ena izmed železniških postaj v Sloveniji, ki oskrbuje bližnje naselje Šmartno ob Paki.